# Швабра

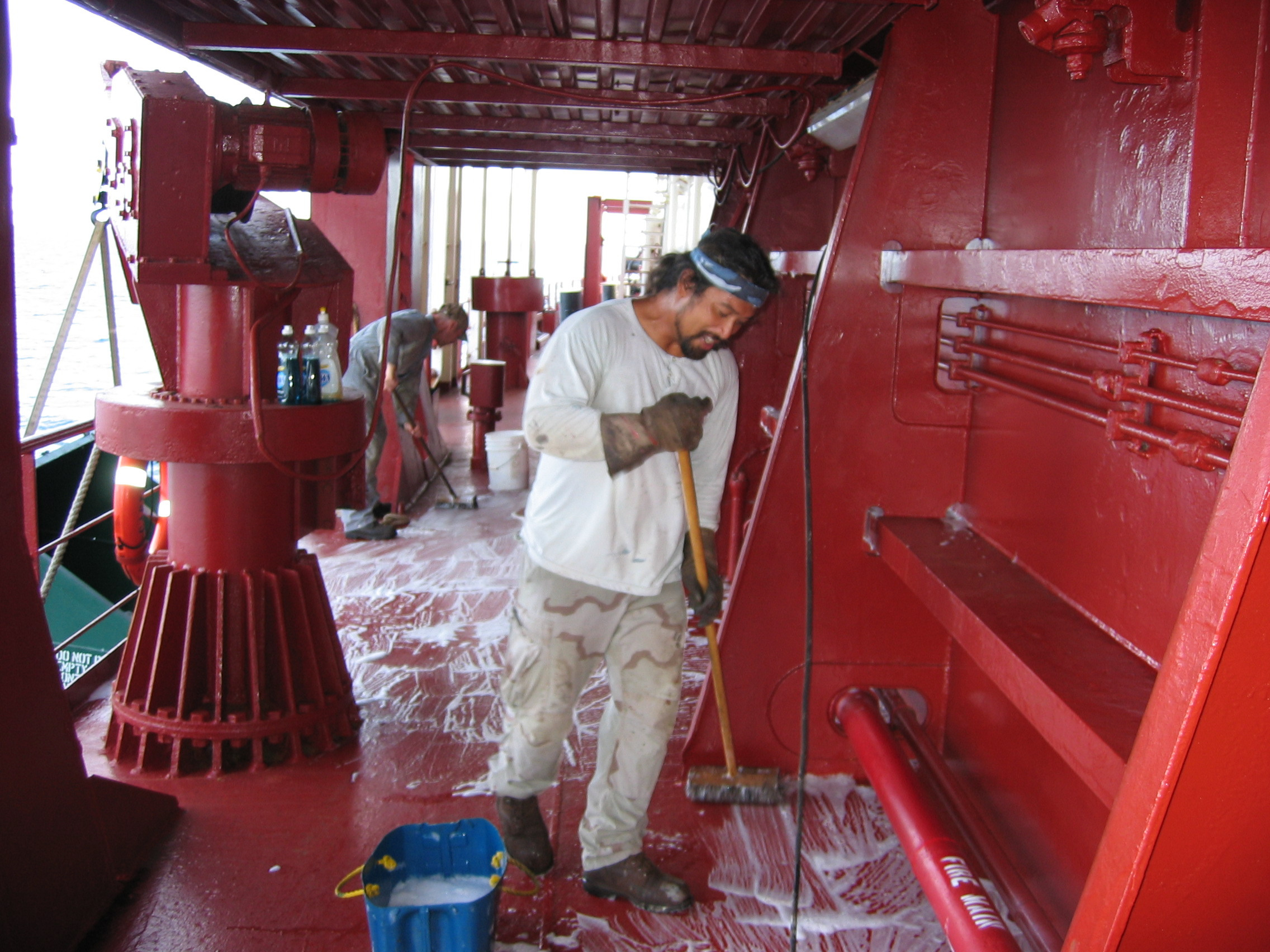
Швабра у дії.

Шва́бра (від нім. Schwabber) — інструмент для прибирання (в першу чергу для вологого). Найчастіше швабра являє собою платформу (плоску рейку шириною близько 5 см і довжиною близько 50 см при товщині не більш 1-2 см), до якої перпендикулярно кріпиться довга кругла ручка довжиною найчастіше від 90 см до 160 см. На платформу швабри звичайної конструкції просто накидається (намотується) ганчірка. Залежно від робочої поверхні, швабри можуть працювати з ганчірками зі звичайної тканини і з мікроволокна.
В даний час з'явилося багато конструктивних різновидів швабр, наприклад, швабри для миття скла. Крім того, якщо раніше були поширені швабри виключно для вологого прибирання, то в останні роки з'явилися швабри для сухого прибирання (з насадкою із мікроволокна).
Морська швабра — мітелка, зроблена з добре розбитої ворси (розпущених тросів), нав'язаної на короткому держаку. Служить для протирання палуб на судні.